# Castel di Ieri
Castel di Ieri là một đô thị thuộc tỉnh L'Aquila trong vùng Abruzzo Ý. Đô thị này có diện tích 18 km², dân số 405 người. Các làng trực thuộc:. Các đô thị giáp ranh gồm: Castelvecchio Subequo, Cocullo, Goriano Sicoli, Raiano.